# Georgia Taylor-Brown
Georgia Taylor-Brown (n. 15 martie 1994, Manchester, Anglia, Regatul Unit) este o triatlonistă ce a reprezentat Regatul Unit al Marii Britanii și al Irlandei de Nord, medaliată olimpică. A participat la o ediție a Jocurilor Olimpice (2020) în care a câștigat o medalie de aur.